# Erich Metzenthin
Erich Metzenthin (* 3. August 1883 in Brandenburg an der Havel; † nach 1932) war ein deutscher Marineoffizier, zuletzt Korvettenkapitän (Charakter) der Reichsmarine, Polizeibeamter und Politiker (DVP).

## Leben
Erich Metzenthin trat nach dem Abitur am Gymnasium im April 1902 in die Kaiserliche Marine ein und besuchte die Marineschule. Am 13. Mai 1913 wurde er zum Kapitänleutnant befördert. Später war er bis November 1914 Wachoffizier auf der Nassau. Anschließend diente er bis März 1916 beim Sonderkommando für schwere Marine-Flachbahngeschütze an der Westfront. Als Navigationsoffizier kam er auf die Augsburg und blieb dort bis Februar 1918. Bis Kriegsende war er zur Ausbildung an der U-Bootsschule und zugleich Kommandant von U 3.
Nach dem Krieg wurde er in die Reichsmarine übernommen und hier am 31. Januar 1920 verabschiedet. Am 28. Februar 1920 erhielt er den Charakter als Korvettenkapitän verliehen.
Metzenthin war bereits am 1. Oktober 1919 als Beamter in den Dienst des Reichsamts des Innern eingetreten. Ab 1920 war er Bezirksleiter beim Reichswasserschutz in Breslau.
Im Februar 1921 wurde er als Abgeordneter für die Deutsche Volkspartei (DVP) in den Preußischen Landtag gewählt, dem er ohne Unterbrechung bis 1932 angehörte. Im Parlament vertrat er den Wahlkreis 7 (Breslau).